# Zambia vid världsmästerskapen i friidrott 2023
Zambia tävlade vid världsmästerskapen i friidrott 2023 i Budapest i Ungern mellan den 19 och 27 augusti 2023.

## Resultat
Zambias trupp bestod av två idrottare.

### Herrar
Gång- och löpgrenar
| Idrottare        | Gren      | Försöksheat | Försöksheat | Semifinal | Semifinal | Final    | Final     |
| Idrottare        | Gren      | Resultat    | Placering   | Resultat  | Placering | Resultat | Placering |
| ---------------- | --------- | ----------- | ----------- | --------- | --------- | -------- | --------- |
| Muzala Samukonga | 400 meter | 0DNS0       | 0DNS0       | 0DNS0     | 0DNS0     | 0DNS0    | 0DNS0     |

### Damer
Gång- och löpgrenar
| Idrottare    | Gren      | Försöksheat | Försöksheat | Semifinal        | Semifinal        | Final            | Final            |
| Idrottare    | Gren      | Resultat    | Placering   | Resultat         | Placering        | Resultat         | Placering        |
| ------------ | --------- | ----------- | ----------- | ---------------- | ---------------- | ---------------- | ---------------- |
| Rhoda Njobvu | 200 meter | 23,82       | 7           | Gick inte vidare | Gick inte vidare | Gick inte vidare | Gick inte vidare |